# Nonea hypoleia
Nonea hypoleia är en strävbladig växtart som beskrevs av Joseph Friedrich Nicolaus Bornmüller. Nonea hypoleia ingår i släktet nonneor, och familjen strävbladiga växter. Inga underarter finns listade i Catalogue of Life.